# إيليزا بارسونز
إيليزا بارسونز (بالإنجليزية: Eliza Parsons)‏ (1739، بليموث في المملكة المتحدة - 5 فبراير 1811 في المملكة المتحدة)؛ كاتِبة وروائية بريطانية.